# ミルク・アルカリ症候群
ミルク・アルカリ症候群とは、牛乳（ミルク）の大量摂取と共にアルカリ（炭酸カルシウムなど）を同時に摂取したことが原因で高カルシウム血症が発生した状態のこと。体が要求する量を超えたカルシウムを摂取し、その廃棄が追いつかなくなった状態。制酸剤（アルカリ）の投薬とミルクの大量摂取を同時にしたことが原因になることもある。この他、制酸剤とカルシウム製剤の同時投与も原因となり得る。ミルク・アルカリ症候群になると高カルシウム血症に伴う様々な症状（倦怠感など）が現れ、さらに病変（内臓組織の病的な石灰化など）が起こる原因になることがある。チャールズ・ホイ・バーネット（Charles Hoyt Burnett）らはミルク・アルカリ症候群の仕組みを世界で最初に説明した。このバーネットの名前にちなんでミルク・アルカリ症候群はバーネッツ症候群（Burnett's syndrome）とも呼ばれる。